# Грюнер Вельтлінер

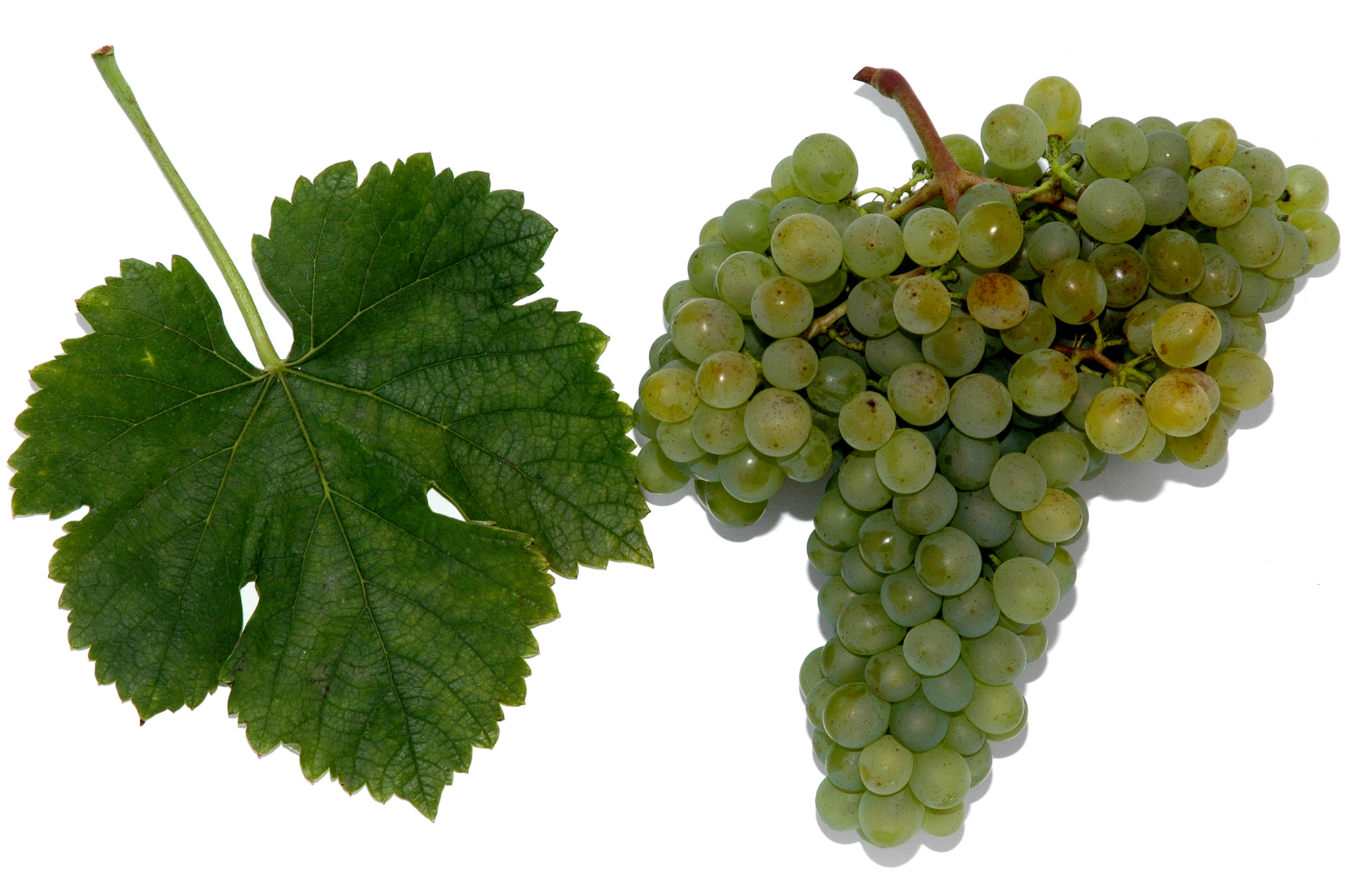
Лист та гроно грюнер вельтлінер

Грюнер вельтлінер (нім. Grüner Veltliner) — технічний сорт білого винограду. Є австрійським автохтонним сортом, вирощується тут у всіх регіонах окрім нім. Steiermark. Крім Австрії вирощується у США, Чехії, Словенії, Новій Зеландії, Австралії.

## Історія
Скоріш за все сорт має давню історію, та утворився шляхом природної гібридизації сорту Трамінер із якимось місцевим сортом. Перші згадки назви «Грюнер вельтлінер» датуються ХІХ сторіччям.

## Характеристики сорту
Грюнер вельтлінер — найпопулярніший сорт білого винограду в Австрії. Середньопізньостиглий високоврожайний сорт, для отримання якісних вин врожайність штучно обмежують. Лист середнього розміру, від пентагонального до округлого, п'яти- або семилопатевий, з негустим опушенням на нижньому боці листа. Гроно від середнього до великого розміру, середньої щільності, конічне, гіллясте. Ягоди великі, округлі або овальні, забарвлення сіро-жовте, яке може змінюватись до рудого з сонячного боку, мають невеликі темні плями, вкриті шаром кутину. Він особливо добре росте на глибоких лесових ґрунтах, не переносить посухи, вразливий під час цвітіння і схильний до таких хвороб, як пероноспороз, краснуха винограду (лат. Pseudopezicula tracheiphila) та хлороз.

## Характеристики вина
Існує два різновиди вин з грюнер вельтлінер. Перший — це легкі освіжаючи вина з нотами цитрусів та гарно вираженою мінеральною складовою. Другий різновид — вина з гарною структурою, нотами спецій та гарним потенціалом для витримки. Гарно поєднується з багатьма стравами.